# Estigmene strigatum
Estigmene strigatum är en fjärilsart som beskrevs av Hans Daniel Johan Wallengren 1860. Estigmene strigatum ingår i släktet Estigmene och familjen björnspinnare. Inga underarter finns listade i Catalogue of Life.